# 耳药花
耳药花（学名：Otanthera scaberrima）为野牡丹科耳药花属下的一个种。